# Helminghausen

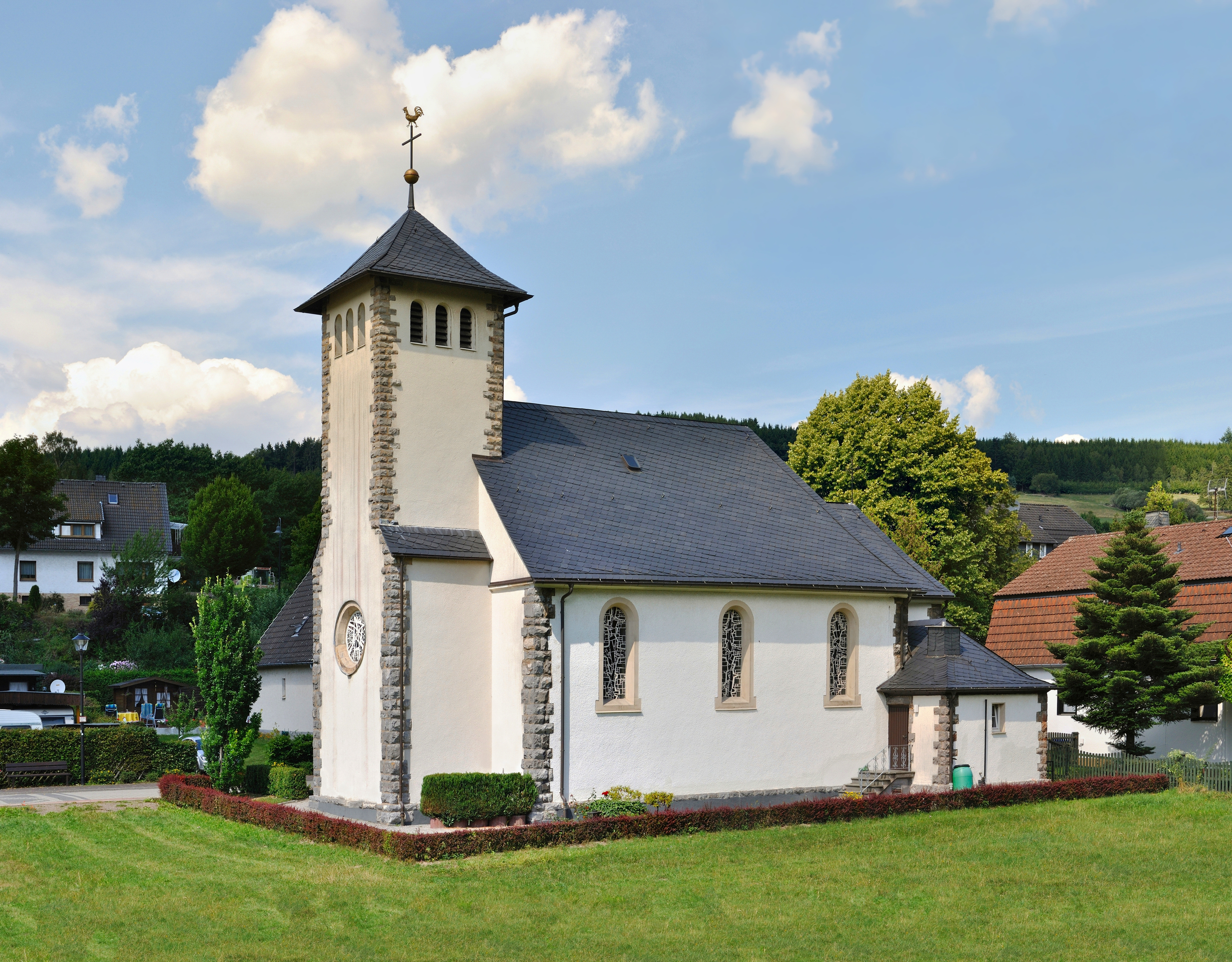
Katholische Kirche „St. Maria von der Immerwährenden Hilfe“

Helminghausen ist ein Ortsteil der Stadt Marsberg im nordrhein-westfälischen Hochsauerlandkreis. Wirtschaftlich wird das Dorf aufgrund des nahen Diemelsees vom Tourismus und Fremdenverkehr geprägt. Es hat etwa 180 Einwohner.

## Geographische Lage
Helminghausen liegt im Südwesten des Stadtgebiets von Marsberg nahe der südlich verlaufenden Landesgrenze zu Hessen. Es befindet sich etwas unterhalb der Staumauer des Diemelsees auf etwa 344 m ü. NN. Umgeben ist das Dorf neben dem Ausgleichsweiher des Stausees (beide von der Diemel durchflossen) unter anderem vom Marsberger Eisenberg (594,6 m) im Südosten und vom auf der Grenze von Marsberg und Brilon gelegenen Eisenberg (561 m) im Nordwesten.

## Geschichte
Zur Entstehung des Ortsnamens Helminghausen sind etliche Varianten bekannt. Ursprünglich besteht der Name aus einer Zusammensetzung von „inghūsen“ und „Helmo“, das auf den Wortstamm HELMA (zu altsprachlich ‘Helm’ < germ. *helma ‘Helm’) zurückgeführt wird. In der Literatur wird dazu die Deutung: ‘bei den Häusern der Leute des *Helmilo’ gegeben. Die Existenz mehrerer Orte mit ähnlicher Namensentwicklung ist dokumentiert. Auf diesem Hintergrund ist die einwandfreie Identifizierung des Ortes in Urkunden auf den Kontext angewiesen.
Helminghausen gehörte zur Grafschaft beziehungsweise zur Herrschaft Padberg. An der Stelle des Dorfs wird für 1325 eine Mühle Helmelinchusen erwähnt. Diese war sowohl für das Kloster Bredelar wie auch für die Herren von Padberg tätig. Offenbar war Mühle und nahe liegende Ländereien zu dieser Zeit in der Hand eines Ritters von Horhusen. Dieser schenkte die Einnahmen dem Kloster Bredelar.
Während des Dreißigjährigen Krieges (1618–1648) wurde das Dorf zerstört und geplündert. Um 1680 hat Rabe Josias von Padberg im Ort das Gut Helminghausen erbauen lassen. Dieser wurde zum Stammsitz einer neuen Linie des Hauses Padberg. Am Ende des 19. Jahrhunderts wurde das Gut verkauft. Es gehörte danach der Familie Isphording.
Nach der Phase unter hessen-darmstädtischer Herrschaft seit 1803 kam Helminghausen 1816 an Preußen. Im Jahr 1843 wurde die Gemeinde Helminghausen gebildet.
Erst seit 1906/07 wurde eine Kapelle in der Ortschaft gebaut, die aber weiter der Pfarrei Padberg-Beringhausen unterstellt war. Von 1912 bis 1923 wurde die nahe Diemeltalsperre errichtet und somit entwickelte sich schon etwas nach dem Ersten Weltkrieg (1914–1918) der Fremdenverkehr. Seit dem 17. Jahrhundert bis zum Holocaust lebten Juden in Helminghausen und in der Herrschaft der Herren von Padberg.
Im Zweiten Weltkrieg (1939–1945) fielen 13 Helminghauser als Soldaten, davon die meisten an der Ostfront. Die Staumauer des Diemelsees wurde mehrmals angegriffen. Im Dorf lag eine Flakabteilung mit Sperrballons. Beim Angriff in der Nacht vom 15. zum 17. Mai 1943 wurden drei britische Lancaster-Bomber beim Dorf abgeschossen. Zur von der Waffen-SS geplanten Sprengung der Mauer am Kriegsende kam es nicht, weil US-Truppen das Dorf (1. April) und die Seeumgebung besetzt hatten. Schon im April wurden sie durch belgische Soldaten abgelöst und diese wiederum im Juni durch britische. Bei Einzelgehöften der Gemeinde kam es zu einigen Überfällen durch ehemalige Gefangene.
Am 1. Januar 1975 wurde Helminghausen in die neue Stadt Marsberg eingegliedert.

## Politik

### Wappen
Blasonierung: „In Silber (Weiß) schwebendes aufrechtes blaues Wolkenfeh (Wolkenschnitt) in Form eines Kahns.“
Das Wappen wurde abgeleitet vom Wappen der Herren von Padberg, die 1680/81 in Helminghausen einen Gutshof anlegen ließen. Sie führten zwei Reihen schwebendes Wolkenfeh im Wappen, welches die beiden Flüsse Diemel und Rhene symbolisiert.

## Bauwerke
In der Liste der Baudenkmäler in Marsberg sind für Helminghausen sechs Baudenkmale aufgeführt.

## Persönlichkeiten
- Carl von Padberg (1775–1829), Offizier, Drost, Kammerdirektor und waldeckischer Abgeordneter
- Louis von Padtberg (1810–1873), Rittergutsbesitzer und waldeckischer Abgeordneter
- Carl von Stockhausen (1804–1889), deutscher Verwaltungsjurist und Regierungschef in Waldeck-Pyrmont